# Centaurea litigiosa
Centaurea litigiosa — вид квіткових рослин айстрових (Asteraceae). Ендемік Італії.